# Бертольд, Герхард
Герхард Бертхольд (нем. Gerhard Berthold; 18 марта 1891 — 14 апреля 1942) — немецкий военачальник, генерал-лейтенант вермахта (1942, посмертно), командир 31-й пехотной дивизией во время Второй мировой войны. Кавалер Рыцарского креста Железного креста (1941), высшего ордена нацистской Германии. Погиб 14 апреля 1942 года на Зайцевой Горе.

## Биография
Поступил на службу в саксонскую армию в 1913 году кадетом, 17 июня 1914 года ему было присвоено звание лейтенанта 3-го Королевского саксонского пехотного полка «Король Людвиг III Баварский» № 102. 
Участвовал в Первой мировой войне, заслужил Железный крест обоих классов. После поражения — в рейхсвере. С 1920 года — обер-лейтенант, с 1926 года — капитан, 1 апреля 1933 года получил звание майора. 1 июля 1935 года переведен в Генеральный штаб, 1 октября 1935 года получил звание подполковника, с 1 марта 1938 года — полковник. 
Во время мобилизации накануне Второй мировой войны 26 августа 1939 года назначен командиром 82-го пехотного полка, командовал им в Польской кампании (1939). 1 декабря 1939 года назначен командиром 17-го пехотного полка, командовал им во Французском кампании (1940) и в войне против СССР. 15 августа 1941 года принял командование 31-й пехотной дивизией, 1 сентября 1941 года получил звание генерал-майора, участвовал в наступлении на Москву, 4 декабря 1941 года награждён Рыцарским крестом Железного креста. 20 января 1942 года некоторое время командовал XXXXIII армейским корпусом, затем вернулся к командованию 31-й пехотной дивизией. 
14 апреля 1942 года погиб в бою за Зайцеву Гору под Юхновом в районе дороги Рославль—Юхнов. Через год ему было посмертно присвоено звание генерал-лейтенанта, причём его звание было назначено на 1 апреля 1942 года.

## Награды
- Железный крест (1914) 2-го и 1-го класса (Королевство Пруссия)
- Нагрудный знак «За ранение» (1918) в чёрном
- Почётный крест Первой мировой войны 1914/1918 с мечами
- Медаль «В память 1 октября 1938 года»
- Пряжка к Железному кресту (1939) 2-го класса (15 сентября 1939)
- Пряжка к Железному кресту (1939) 1-го класса (1 октября 1939)
- Нагрудный знак «За ранение» (1939) в серебре
- Медаль «За зимнюю кампанию на Востоке 1941/42»
- Рыцарский крест Железного креста (4 декабря 1941)